# Schematyzm diecezjalny
Schematyzm diecezjalny (z gr. σχῆμα – figura, plan) – rocznik urzędowy, kościołów i duchowieństwa diecezji wydawany w języku łacińskim, a od I połowy XX wieku coraz częściej w językach narodowych. Schematyzmy są cennym źródłem archiwalnym dla historyków Kościoła XIX i XX wieku. 

## Charakterystyka

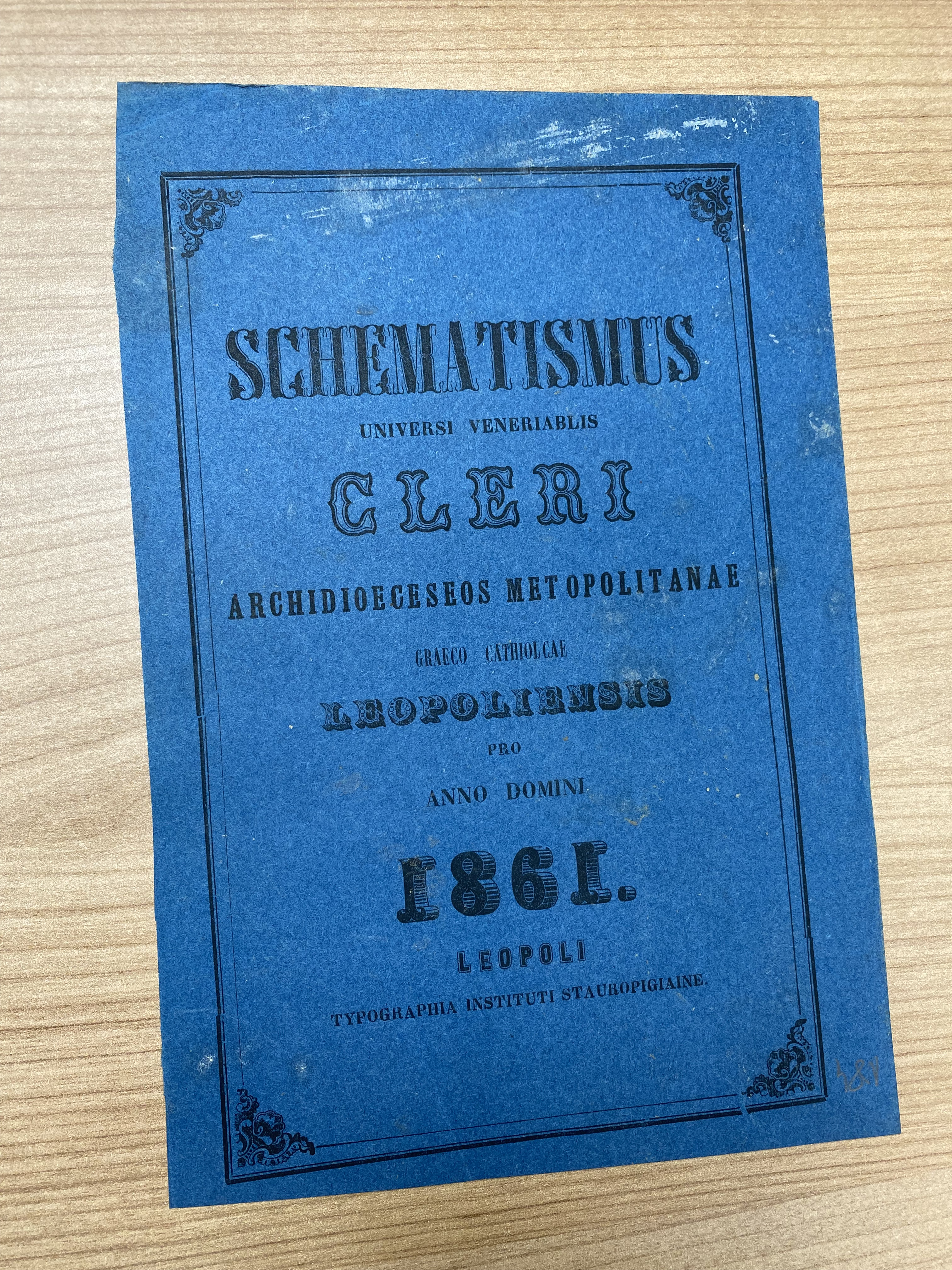
Schematyzm archieparchii lwowskiej na rok 1861

Schematyzmy posiadają zwykle podobny układ treści. Na początku zamieszczany jest wykaz hierarchii Kościoła katolickiego w danym kraju oraz wykaz chronologiczny biskupów diecezjalnych od początków powstania diecezji. Dalej wylicza się stanowiska i urzędy kościelne w konsystorzu diecezjalnym (kapituła i kuria biskupia). Najobszerniejszą część schematyzmu stanowi wykaz dekanatów z parafiami, z których każda posiada odrębny opis: wymienia się liturgiczne wezwanie świętego patrona, datę ufundowania, czasem nazwiska patronów tytularnych (czyli fundatorów kościoła), duchownych posługujących w parafii oraz liczbę wiernych parafii (łac. numerus animarum). Na końcu znajdują się zwykle spisy alumnów seminarium duchownego oraz członków zakonów męskich i żeńskich w diecezji, a także indeksy alfabetyczne.

### Schematyzmy greckokatolickie
W schematyzmach cerkiewnych podawane są spisy osób duchownych wraz z najważniejszymi danymi osobowymi (rok urodzenia, rok wyświęcenia), osób związanych z cerkwią, spisy parafii w dekanatach, ilość wiernych z każdej miejscowości w parafii, w późniejszym czasie też stan majątku cerkiewnego. Najstarszy schematyzm ukazał się w Eparchii Mukaczewskiej w 1814 roku, schematyzmy w Eparchii Przemyskiej zaczęły się ukazywać od 1828 roku. W Archieparchii Lwowskiej schematyzmy zaczęły się ukazywać od 1832 roku, w Eparchii Stanisławowskiej od 1886 roku, w Eparchii Preszowskiej od 1848, a w Apostolskiej Administracji Łemkowszczyzny od 1936 roku. Schematyzmy ukazywały się początkowo w języku łacińskim, później w języku łacińskim lub ukraińskim, a następnie tylko w języku ukraińskim.

## Schematyzmy dostępne on-line

### Diecezje rzymskokatolickie
| Diecezja                | Roczniki |
| ----------------------- | --- |
| Częstochowska           | zob. Schematyzm Diecezji Częstochowskiej |
| Gnieźnieńska            | zob. Schematyzm Archidiecezji Gnieźnieńskiej |
| Kamieniecka             | 1847, 1859–1860 |
| Katowicka               | 1924, 1927, 1934, 1936, 1928–1932, 1938 |
| Kielecka                | 1914, 1916, 1918–1922, 1924–1939, 1940/1941, 1946 |
| Krakowska               | zob. Schematyzm Archidiecezji Krakowskiej |
| Legnicka                | 1992, 1992–1997, 2002, 2004 |
| Lubelska                | zob. Schematyzm Diecezji Lubelskiej |
| Lwowska                 | zob. Schematyzm Archidiecezji Lwowskiej |
| Łódzka                  | 1922–1926, 1929–1932, 1936–1937 |
| Łomżyńska               | 1925, 1927–1932, 1935, 1937–1938, 1926, 1933, 1934, 1936, 1939, 1947, 1948                                                                                               |
| Łucka                   | 1843, 1926–1934, 1936–1938 |
| Łucka i Żytomierska     | 1849, 1852, 1876–1877, 1889, 1892, 1894, 1902, 1904–1907, 1910, 1914, 1920–1921, 1923, 1925                                                                              |
| Mińska                  | 1843, 1922, 1925 |
| Mohylewska              | 1810, 1811–1812, 1814–1815, 1817–1847, 1861, 1877, 1885, 1894, 1897, 1898, 1901, 1903, 1905, 1908, 1909, 1910, 1911, 1912, 1914, 1915, 1916, 1917, 1923, 1928, 1929–1932 |
| Opolska                 | 1947 |
| Pelplińska              | 1929, 1930, 1931, 1932, 1933, 1934, 1936, 1937, 1938, 1939 |
| Pińska                  | 1927–1932, 1933/1934, 1935, 1936–, 1937–1938, 1939 |
| Płocka                  | 1861 |
| Poznańska               | zob. Schematyzm Archidiecezji Poznańskiej |
| Przemyska               | zob. Schematyzm Diecezji Przemyskiej |
| Sandomierska            | 1834, 1835, 1837, 1842, 1843, 1845, 1848, 1881, 1885, 1886, 1913, 1917, 1920, 1929, 1930, 1932–1939, 1941–1946, 1947                                                     |
| Sejneńska i Augustowska | 1852, 1857, 1881–1914, 1906–1907, 1909–1910, 1912–1914, 1924 |
| Siedlecka               | 1922–1925, 1925–1928, 1929–1939, 1946–1947 |
| Tarnowska               | zob. Schematyzm Diecezji Tarnowskiej |
| Telszańska              | 1880 |
| Tyniecka                | 1826 |
| Tyraspolska             | 1866 |
| Warszawska              | 1887, 1935, 1936, 1937, 1938, 1939, 1948 |
| Wileńska                | 1854–1855, 1857, 1869, 1872, 1875, 1904, 1908–1909, 1914, 1922–1938, 1938, 1939                                                                                          |
| Włocławska              | zob. Schematyzm Diecezji Włocławskiej |
| Wrocławska              | zob. Schematyzm Archidiecezji Wrocławskiej |
| Żmudzka                 | 1831 cz. 1 cz. 2 |

### Diecezje greckokatolickie
| Eparchia                                | Roczniki |
| --------------------------------------- | --- |
| Apostolska Administracja Łemkowszczyzny | 1936 |
| Chełmska                                | 1863 |
| Lwowska                                 | 1836, 1840, 1842–1845, 1848, 1850–1851, 1855–1868, 1871–1872, 1874–1882, 1882–1883, 1886–1889, 1891–1901, 1903–1907, 1909–1912, 1914, 1924, 1928, 1927, 1930, 1932/33, 1938 |
| Lwowska i Stanisławowska                | 1885 |
| Przemyska                               | zob. Schematyzm Greckokatolickiej Eparchii Przemyskiej |
| Stanisławowska                          | 1886–1938 |

### Diecezje ormiańskokatolickie
| Diecezja | Roczniki |
| -------- | --- |
| Lwowska  | 1861, 1864, 1871–1872, 1875–1876, 1880, 1882, 1884–1892, 1894, 1897–1898, 1900–1902, 1908–1912, 1914, 1918, 1920, 1924– 1929, 1933, 1935 |